# FC Volgar-Astrakhan Astrakhan
El FC Volgar-Astrakhan Astrakhan (del ruso: ФК «Волгарь-Астрахань» Астрахань) es un club de fútbol ruso de la ciudad de Astracán, fundado como el equipo filial del FC Volgar-Gazprom Astrakhan. El club juega en la Segunda División de Rusia desde 2012.

## Jugadores
Actualizado el 6 de septiembre de 2012, según RFS (enlace roto disponible en Internet Archive; véase el historial, la primera versión y la última)..